# مارتن هانسون (متزحلق جبال الألب)
مارتن هانسون (بالسويدية: Martin Hansson)‏ هو متزحلق جبال الألب سويدي، ولد في 12 مارس 1975 في Hedemora Municipality ‏ في السويد.

## وصلات خارجية
- مارتن هانسون على موقع الاتحاد الدولي للتزلج (التزلج على المنحدرات الثلجية) (الإنجليزية)
- مارتن هانسون على موقع أوليمبيديا (الإنجليزية)
- مارتن هانسون على موقع اللجنة الأولمبية السويدية (السويدية)